# Diary (Kiroroのアルバム)
『Diary』（ダイアリー）は、Kiroroの5枚目のアルバム。2004年3月3日発売。発売元はビクターエンタテインメント。

## 収録曲
- 全編曲：重実徹
- 作詞・作曲：玉城千春（1,2,4,6,7,8,10）／金城綾乃（3,5,9,11）

1. もう少し
2. 僕らのメッセージ
3. ずっと忘れない
4. Love Call
5. 青い空探して
6. 愛の向こう
7. どうして
8. 涙の音
9. 恋まであとすこし
10. One day
11. 宝物

## 演奏
- 玉城千春：Vocal & Chorus
- 金城綾乃：Piano & Chorus
- 重実徹
  - Keyboards (#1.2.4.5.6.9.10.11)
  - Tambourine (#10)
- 種子田健：Bass (#1.2.4.5.6.7.9.11)
- 古川昌義：Guitar (#1.2.8)
- 弦一徹ストリングス：Strings (#1.3.7)
- 弦一徹：Violin (#2)
- そうる透：Drums (#2.6.10)
- 柴山洋：Oboe (#3)
- 青山純：Drums (#4.7)
- 古川望：Guitar (#4.6.7.10)
- 三沢またろう：Percussion (#4)
- 江口信夫：Drums (#5)
- 狩野良昭：Guitar (#5.11)
- 小倉博和：Guitar (#5)
- 山本拓夫：Flute (#7.8)
- 渡辺等：Bass & Mandolin (#8)
- 西村浩二：Flugelhorn (#8)
- 則竹裕之：Drums (#9)
- 鈴木賢司：Guitar (#9)
- 小林太：Trumpet (#9.10)
- 河合わかば：Trombone (#9.10)
- 織田浩司：Sax (#9.10)
- 富倉安生：Bass (#10)
- 村石雅行：Drums (#11)